# Edinburgh Cup
L'Edinburgh Cup è stato un torneo femminile di tennis che si disputava a Edimburgo in Gran Bretagna su campi in terra rossa ed erba.

## Albo d'oro

### Singolare
| Anno    | Campionessa             | Finalista            | Punteggio     |
| ------- | ----------------------- | -------------------- | ------------- |
| 1971    | Evonne Goolagong Cawley | Françoise Dürr       | 6–0, 6–4      |
| 1972    | Margaret Court          | Virginia Wade        | 6–3, 3–6, 7–5 |
| 1973    | Virginia Wade           | Julie Heldman        | 6–4, 3–6, 6–1 |
| 1974    | Virginia Wade           | Julie Heldman        | 6–3, 4–6, 6–2 |
| 1975–76 | Non disputato           | Non disputato        | Non disputato |
| 1977    | Martina Navrátilová     | Kristien Kemmer Shaw | 2–6, 9–8, 7–5 |

### Doppio
| Anno    | Campionesse                             | Finalista                                | Punteggio     |
| ------- | --------------------------------------- | ---------------------------------------- | ------------- |
| 1971    | Evonne Goolagong Cawley / Julie Heldman | Patti Hogan / Nell Truman                | 6–3, 6–0      |
| 1972    | Margaret Court / Virginia Wade          | Julie Heldman / Betty Stöve              | 6–2, 6–3      |
| 1973    | Marita Redondo / Virginia Wade          | Julie Heldman / Ann Kiyomura             | 6–1, 2–6, 6–4 |
| 1974    | Mima Jaušovec / Virginia Ruzici         | María-Isabel Fernández / Raquel Giscafré | 6–4, 4–6, 6–4 |
| 1975–76 | non disputato                           | non disputato                            | non disputato |
| 1977    | Julie Anthony / Betsy Nagelsen          | Carrie Meyer / Renáta Tomanová           | 6–1, 3–6, 6–1 |